# Ле Зуан
Ле Зуа́н (в'єт. Lê Duẩn, кит.: 黎笋; 7 квітня 1907 — 10 липня 1986) — державний і політичний діяч Соціалістичної республіки В'єтнам, один із засновників Комуністичної партії Індокитаю, в 1960—1986 — Генеральний секретар (спочатку — Перший секретар) ЦК Компартії В'єтнаму, що за впливовістю змагався навіть з президентом Хо Ші Міном. Походив з впливового дворянського роду. Офіційно його нерідко називали «Другий брат». Вплив його був настільки великий, що він навіть зважився порушити заповіт Хо Ши Міна, згідно з яким прах останнього мав бути знищений; Ле Зуан розпорядився про спорудження мавзолею.
Підтримував тісні відносини з СРСР. Режим Ле Зуана був авторитарним. Не знищував своїх політичних опонентів, проте всюди знаходив «ворогів» і прагнув контролювати буквально всі сфери суспільного життя. Це привело до того, що в 1986 році після його смерті вибухнув шквал критики на адресу Ле Зуана.
Одним із найважливіших досягнень Ле Зуана є розгром режиму Пол Пота в Камбоджі, незважаючи на тиск і подальшу збройну агресію з боку Китаю.
Дочка Ле Зуана, всупереч батьковій волі, одружилася з радянським математиком, академіком В. П. Масловим. Під тиском батька була повернена до В'єтнаму, де її видали в шлюб з місцевим чиновником, проте незабаром повернулася до СРСР до чоловіка.